# Quế Trân
Quế Trân (sinh ngày 19 tháng 2 năm 1981) là nữ nghệ sĩ cải lương người Việt Nam. Quế Trân được trao tặng danh hiệu Nghệ sĩ ưu tú (2011). Quế Trân là con gái của nghệ sĩ nhân dân Thanh Tòng. Đến năm 2023, bà được Nhà nước Việt Nam phong tặng danh hiệu Nghệ sĩ Nhân dân.

## Gia tộc
Đầu thập niên 1910, ông bà bầu Vĩnh Xuân lập gánh hát bội Vĩnh Xuân diễn khắp Nam kỳ lục tỉnh. Thế hệ thứ hai là Nguyễn Văn Thắng tức Bầu Thắng (1895 - 1939), con của ông bà Vĩnh Xuân nối nghiệp cha mẹ, Bầu Thắng lập gánh riêng cho mình, lấy tên Vĩnh Xuân Ban đóng đô tại đình Cầu Quan, Quận 1, Sài Gòn (1925). Ông Bầu Thắng có 10 người con, trong đó theo nghiệp hát có Minh Tơ, Khánh Hồng, Huỳnh Mai, Bạch Cúc, Đức Phú. Minh Tơ trở thành trụ cột của thế hệ thứ ba, phải gánh vác cả đoàn hát. Gia tộc Minh Tơ có hai chi lớn rạng danh nhất dòng họ, đó là chi của ông Minh Tơ và chi của bà Huỳnh Mai (mẹ của Thành Lộc). Về chi của ông Minh Tơ, ông có 7 người con theo nghề và đều nổi tiếng, làm nên thế hệ thứ tư, đó là Xuân Yến, Thanh Tòng, Thanh Loan, Minh Tâm, Công Minh, Xuân Thu, Thanh Sơn. Chưa kể, hai người con rể là Hữu Cảnh (chồng Xuân Yến) và Trường Sơn (chồng Thanh Loan) cũng là nghệ sĩ hồ quảng lừng danh thời ấy. Điểm son của chi tộc Minh Tơ chính là Thanh Tòng, người có công chuyển từ cải lương hồ quảng sang thể loại là cải lương tuồng cổ chuyên về các vở lịch sử Việt Nam.

## Tiểu sử
Quế Trân là con gái của nghệ sĩ Thanh Tòng và là hậu duệ đời thứ 5 của đại gia đình tuồng cổ Bầu Thắng - Minh Tơ. Quế Trân theo nghiệp từ năm 8 tuổi (năm 1989) ở đoàn Đồng ấu Bạch Long. Thời gian sau đó, Quế Trân được trui rèn tay nghề và dần khẳng định trên các sân khấu: Sông Bé 2, Sài Gòn 1, Minh Tơ, Dạ Lý Hương Tuổi Trẻ, Kim Hương Trần Hữu Trang, Câu lạc bộ Cải lương Hội Sân khấu Thành phố Hồ Chí Minh và Thế giới Trẻ.
Quế Trân đã có nhiều vai diễn rất thành công với nhiều dạng khác nhau. Nhiều vai diễn của Quế Trân đã để lại dấu ấn tốt trong người xem như: Phương Thảo (vở Nhảy múa với quỷ dữ), Nga (Khúc ly hương), Phượng (Con mắt thời gian), Công chúa thiên Kiểu (Trắng hoa mai), Công chúa Phi Long (Xử án Bàng Quý Phi), công chúa Bích Vân (Bên cầu dệt lụa), công chúa An Tư (Kình ngư và bông lau đá) và công chúa Ngọc Hân (Trời Nam).
Ngoài diễn xuất nghệ thuật, Quế Trân còn là đại biểu Hội đồng nhân dân Thành phố Hồ Chí Minh khoá 8 (2011 - 2016) và khóa 9 (2016 - 2021), khu vực bầu cử huyện Bình Chánh.

## Giải thưởng
| Vai diễn   | Vở                  | Đơn vị                             | Thành tích                                                                            |
| ---------- | ------------------- | ---------------------------------- | ------------------------------------------------------------------------------------- |
| Thiên Kiều | Trắng hoa mai       |                                    | Huy chương Vàng - Giải thưởng Trần Hữu Trang                                          |
| Nga        | Khúc ly hương       | Đoàn Cải Lương Sài Gòn 1           | Huy chương Bạc - Hội diễn sân khấu chuyên nghiệp Toàn quốc 2000                       |
| Hương Thảo | Nhảy múa với quỷ dữ | Nhà hát Cải lương Trần Hữu Trang   | Huy chương Vàng - Liên hoan Sân khấu chuyên nghiệp khu vực các tỉnh phía Nam năm 2002 |
| Phượng     | Con mắt thời gian   | Hội Sân khấu Thành phố Hồ Chí Minh | Huy chương Vàng - Hội diễn Sân khấu chuyên nghiệp Toàn quốc năm 2009                  |